# Bałaklija
Bałaklija  (ukr. Балаклія) – miasto na Ukrainie, w obwodzie charkowskim, w rejonie iziumskim, siedziba hromady. Leży na lewym brzegu Dońca, 95 km na południowy wschód od Charkowa, na linii kolejowej Moskwa – Donbas. W 2021 roku liczyło ok. 26,9 tys. mieszkańców.
Miasto zostało założone w 1663 jako kozacka słoboda przez sotnika Jakiwa Czernihiwca.
23 marca 2017 20 000 mieszkańców Bałaklii było ewakuowanych w następstwie pożaru i serii eksplozji w magazynie amunicji, który znajduje się w mieście. Zamknięto także przestrzeń powietrzną dla samolotów w promieniu 50 km.

## Demografia
W 1989 liczyła 35 737 mieszkańców.
W 2013 liczyła 29 499 mieszkańców.
W 2017 liczyła 28 868 mieszkańców.

## Gospodarka
W mieście rozwinął się przemysł spożywczy oraz materiałów budowlanych.